# 迷你地铁
《迷你地铁》（中国大陆又译作）是一款解謎策略遊戲，由独立开发团队Dinosaur Polo Club發行。玩家需要因应城市的迅速发展，搭建高效的地鐵网络，即在形状各异的节点之间画上代表軌道的线段，以连接由节点所代表的车站。除铁路和乘客为程序化生成以外，游戏各关卡均以現實中的现代城市為藍本。游戏画面采用醒目颜色及简单几何图形，在视觉上复刻现代地铁的路线图；同时，游戏配乐会随玩家动作及铁路线网变化，节奏和音效均有简约音乐的影子。
游戏的构思誕生于2013年4月的一场游戏开发比赛。原型版本面向网页浏览器免费推出。在游戏构思阶段，開发人员们设置了一系列条件以限制游戏所涉范围，从而确保项目完成度能达到预期。游戏在比赛过后继续投入制作，开发版于2014年8月在Linux、OS X和Windows以商业形式发行，完整版2015年11月登陆个人电脑平台，2016年10月登陆Android和iOS，任天堂Switch和PlayStation 4移植版则分别于2018年和2019年上架。
由于界面直观、玩法通俗易懂、奉行极简主义，游戏收获正面评价。2019年，开发团队发布续作《迷你公路》。

## 游戏系统
《迷你地铁》是一款解谜策略游戏，玩家需要为发展迅速的城市搭建高效的铁路运输网络。
截至2023年7月，可选地图包括：倫敦地鐵、巴黎地鐵、紐約地鐵、華沙地鐵、里斯本地鐵、東京地下鐵、芝加哥地鐵、柏林地鐵、墨爾本電車、香港港鐵、巴塞罗那地鐵、大阪地鐵、斯德哥尔摩地鐵、聖彼得堡地鐵、蒙特婁地鐵、三藩市地鐵、聖保羅地鐵、首爾地鐵、聖地亞哥地鐵、华盛顿地鐵、新加坡地鐵、開羅地鐵、伊斯坦堡地鐵、上海地鐵、廣州地鐵、重慶地鐵、南京地铁、孟买地鐵、拉各斯地鐵、奧克蘭地鐵、亞的斯亞貝巴輕軌。
每张地图都以平面形式展现现实中的城市。每关开局有三个车站，后期会有形状各异的车站出现。玩家需要用直线串连车站，构筑铁路路线，每条路线用不同的颜色代表。出现在车站的每个乘客有不同的形状，这些形状代表着他们打算前往的车站。河流、交汇的地铁线路、越来越多的车站和乘客会让铁路系统的管理越来越复杂。普通形状的车站在后期会转变为罕见形状。游戏画风奉行极简主义，采用直线和鲜艳颜色，复刻现代铁路路线图。
在“普通模式”（Normal Mode）下，每个车站乘客吞吐量均有限，站内拥挤到一定阈值则游戏结束，但之后玩家可以选择在“无尽模式”中继续构筑铁路网，此时车站吞吐量不设限。游戏中每一周结束，玩家会获得升级道具，舒缓由铁路网扩张所加剧的运输压力，包括新增列车、新增线路、新增铁路隧道、新增车厢或是新增换乘枢纽（吞吐量较一般车站更大，可缩短乘客上下车等待时间），但所有道具只有一个。玩家可以随时暂停列车运行，以便重建或调整路线，但“极限模式”（Extreme Mode）下，路线一旦设置便不可更改。在“无尽模式”（Endless）下，獲得升級道具的條件基於鐵路網路的運輸效率而非時間。
2018年，游戏新增“创意模式”（Creative Mode），以网格状显示地图，提供无上限的车站、列车、车厢、隧道或换乘枢纽，供玩家自由设计铁路网络。

## 开发
《迷你地铁》是新西兰二人独立游戏开发工作室Dinosaur Polo Club的首部作品，该工作室于2013年由彼得和罗伯特·库里兄弟成立。兄弟俩曾供职于游戏开发商Sidhe，2006年辞职，转为开发独立游戏。在放弃了一连串的项目后，彼得·库里认为若要顺利完成项目，他必须要限缩项目的范畴。带着发行一部完全作品的希冀，他们在构思游戏原型的时候，设置诸多限制条件。两人没有创作艺术素材的经验，因此作品的画风必须奉行极简主义风格，又因为没有创作音乐的技术，不希望游戏仰赖音频内容，也不想亲手搭建游戏的每个关卡。上述种种限制意味着他们可以立马放弃大量潜在的游戏概念，全身心放在程序化生成关卡及抽象的画风上。
开发工作于2013年4月启动，暂定名《小心间隙》（Mind the Gap）。罗伯特·库里前去伦敦，坐过当地的地铁后，提出要打造一款地铁导航游戏。他们想让玩家打造地铁运输系统，给智能代理引路，其中用节点和直线代表铁路车站和轨道。游戏原型经过历时一周开发，前去参加Ludum Dare第26届游戏开发竞赛。他们选择Unity游戏引擎开发游戏，在竞赛期间利用Unity网页播放器（Unity Web Player），面向网页浏览器发行可供玩家免费游玩的原型版，让大家有机会试玩。游戏最终夺得“创新类”（Innovation）第一名和“全面类”（Overall）第七名。活动结束后，团队以兼职形式进行后续开发工作。

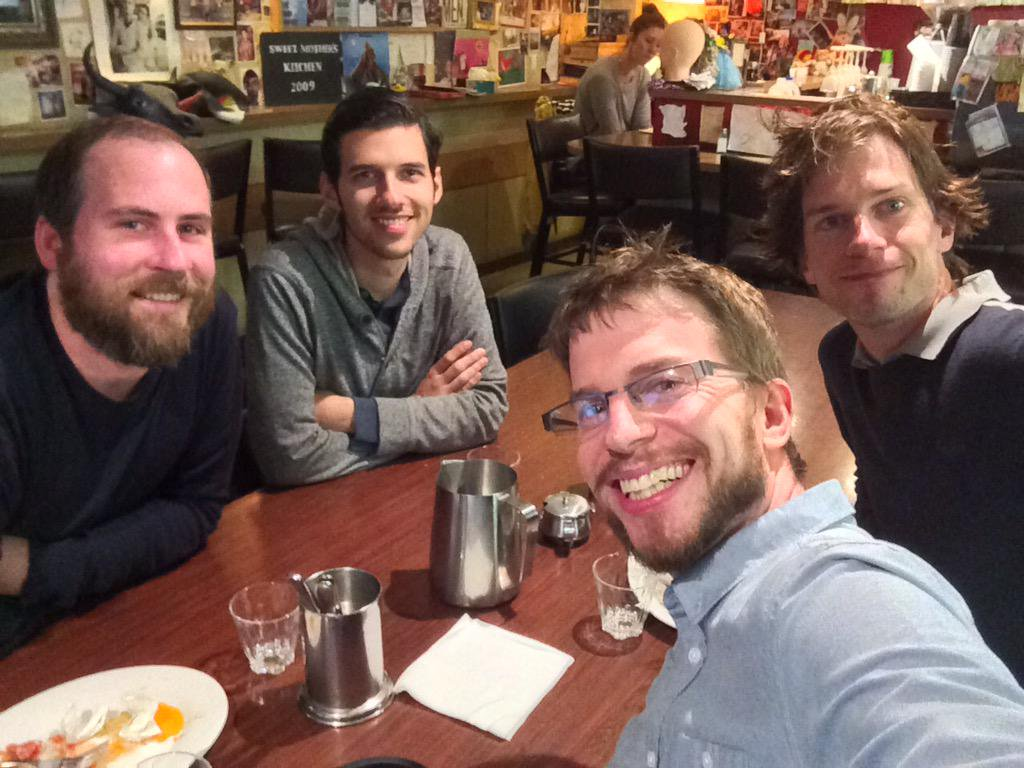
游戏开发团队成员

2013年9月，游戏首个可游玩的Alpha版发行。他们决定让大家一直免费游玩游戏的网页版，直至最终版发行。他们报名Steam青睐之光计划，用这个社群投票系统通过数字发行服务Steam发行作品。一开始，他们打算到2013年底开发最终版，但由于游戏范畴受限，开发工作比他们预想的要久。另外图形大修、平衡性问题及音频设计工作也造成发行时间拖延。2014年8月，团队决定通过Steam抢先体验商业化推出开发版本。他们认为游戏在设计时就具备重玩价值，外加没有剧透的隐忧，非常适合采用抢先版模式。之后他们不断采纳社群反馈意见，推出新版本。抢先版让团队获得全力开发游戏的资本，彼得于2014年3月全职投入作品开发，罗伯特11月全力投入。游戏原本面向移动端推出，但团队透过抢先体验模式获得在电脑端发行作品的能力，故将重心转移到电脑端。
兄弟俩聘请外援解决美工和音频两大初期难题。负责视觉设计的Sidhe前员工杰米·丘奇曼参与游戏设计。美国作曲人Disasterpeace创作音频，他开发程序化音频系统，根据游戏内事件生成音频。游戏每关都有相应的配音配乐，音乐的谐波结构会根据玩家地图系统的规模和形态作出改变。音频有简约音乐的影子，参照了菲利普·格拉斯和斯蒂夫·莱奇的作品风格。
2015年11月6日，游戏正式版在Linux、OS X和Windows发行。工作室与Playism和Plug In Digital合作，在数字平台发行游戏，同时Koch Media负责在欧洲零售店市场发行实体版。Android（Playdigious发行）和iOS版于2016年10月18日发行。2018年8月30日，任天堂Switch版发行，新增独占多人游戏模式。2019年9月10日，PlayStation 4移植版发行。

## 评价
根据汇总媒体Metacritic，游戏获得评论人“普遍好评”。《科技说》（Technology Tell）作者珍妮·拉达（Jenni Lada）认为游戏虽然有意令玩家感到压力，但画风“赏心悦目”，玩起来非常惬意。IndieGames.com的莉娜·莱瑞（Lena LeRay）认为游戏让人非常放松，称赞界面直观，又对团队在抢先发行阶段所做的变更表示赞赏，认为音频和“每日挑战”（Daily Challenge）这两项新增内容备受欢迎，界面改良令她最初的抱怨情绪得以平息。《GamesTM》评测PC版时，认为玩法所蕴含的深度及难度设定让该作徒增趣味，但对游戏未在智能手机端发行表示不解，理由是游戏界面简约界面而非常适合这类平台。《Kill Screen》编辑伊桑·加赫（Ethan Gach）称赞游戏简约、典雅，将交互美学与强大模拟系统相结合。他尤为欣赏难度逐渐增加，游戏体验以优雅姿态过渡到混乱之中，“就算是灾难也很典雅”，又认为作品为抢先发行的游戏树立了典范。《Gamezebo》作者罗伯·里奇（Rob Rich）评价手机版时，对其视觉设计表达赞赏，又指出触控手段直观。他指出，以几何图形表示通勤者及车站能够将任务化繁为简，令该作通俗易懂。《Pocket Gamer》评论克里斯蒂安·瓦伦丁（Chrisitan Valentin）认为游戏在早期引人疑惑，但最终“意外地引人入胜”。
游戏在2016年独立游戏节上获得“优秀音频奖”（Excellence in Audio），另获提名“优秀视觉艺术”（Excellence in Visual Art）、“优秀设计”（Excellence in Design）及“谢默斯·麦克纳利大奖”三项提名；获第12届英国游戏学院奖“最佳游戏处女作”（Debut Game）提名；获第16届游戏开发者选择奖“最佳游戏处女作”（Debut Game）提名；入选《GameSpot》2016年度五佳手机游戏。